# Ignacy Łebiński
Ignacy Łebiński herbu własnego – generał major wojsk koronnych w 1768 roku.

## Życiorys
W załączniku do depeszy z 2 października 1767 roku do prezydenta Kolegium Spraw Zagranicznych Imperium Rosyjskiego Nikity Panina, poseł rosyjski Nikołaj Repnin określił go jako posła właściwego dla realizacji rosyjskich planów na sejmie 1767 roku za którego odpowiada król, poseł powiatu neuburskiego na sejm 1767 roku.